# Émetteur d'Audrix

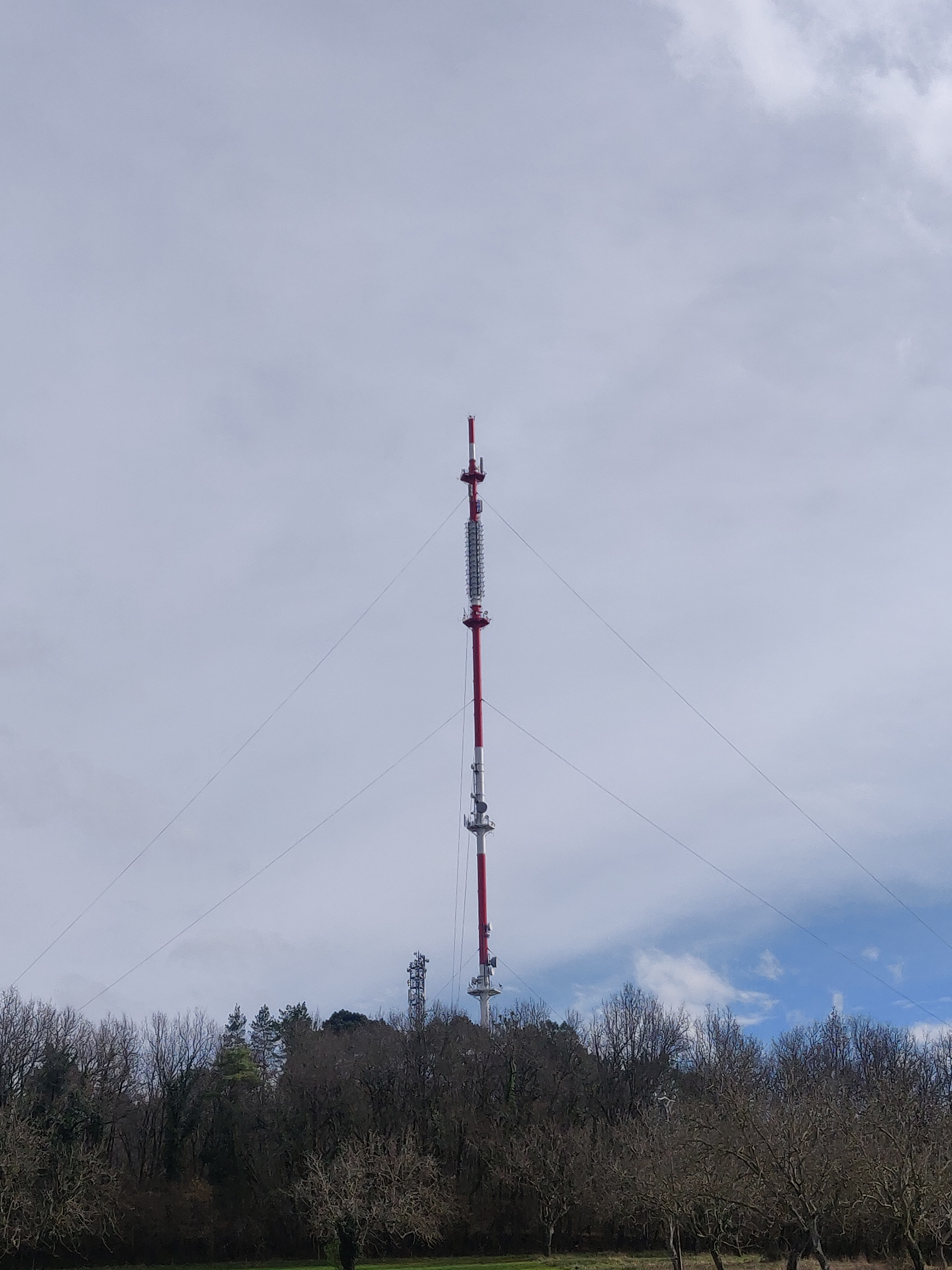
L'antenne principale de l'émetteur d'Audrix.

L'émetteur d'Audrix, situé dans le département de la Dordogne, en région Nouvelle-Aquitaine, est un site de diffusion concernant la TNT, la radio FM, la téléphonie mobile, les faisceaux hertziens et le WiMAX.
Il se trouve à 45 km de Bergerac (est) et à 25 km de Sarlat-la-Canéda (ouest). Il est constitué de 2 pylônes hauts respectivement de 208 et 53 mètres. Le site est une propriété de TDF. L'altitude au sommet est de 240 mètres.

## Télévision
Les chaînes de télévision sont diffusées depuis le pylône de 208 mètres de haut.

### Analogique
| Chaîne             | Canal | Puissance (PAR) |
| ------------------ | ----- | --------------- |
| TF1                | 37H   | 255 kW          |
| France 2           | 34H   | 255 kW          |
| France 3 Périgords | 31H   | 255 kW          |
| France 5 / Arte    | 66V   | 90 kW           |
| M6                 | 58V   | 90 kW           |
| Aqui TV            | 55H   | 3,5 kW          |

Les émetteurs analogiques se sont arrêtés le 29 mars 2011. Aqui TV avait cessé sa diffusion le 11 janvier 2003 après des difficultés financières dues à une faible rentabilité.

### Numérique[1]

#### Canaux, puissances et diffuseurs des multiplexes
| Multiplex | Canaux | Puissances (PAR) | Diffuseur |
| --------- | ------ | ---------------- | --------- |
| R1        | 33H    | 40 kW            | TDF       |
| R2        | 41H    | 40 kW            | TDF       |
| R3        | 22H    | 40 kW            | TDF       |
| R4        | 31H    | 40 kW            | TDF       |
| R6        | 28H    | 40 kW            | TDF       |
| R7        | 35H    | 40 kW            | TDF       |

#### Composition des multiplexes
Les numéros des multiplexes sont accompagnés de leur opérateur de gestion.

##### Multiplex R1
| LCN | Nom de la chaîne   |
| --- | ------------------ |
| 2   | France 2           |
| 3   | France 3 Périgords |
| 4   | France 4           |
| 16  | France Info        |

##### Multiplex R2
| LCN | Nom de la chaîne                    |
| --- | ----------------------------------- |
| 12  | Gulli                               |
| 13  | BFM TV                              |
| 14  | CNews                               |
| 17  | CStar                               |
| 18  | T18                                 |
| 19  | Novo 19 (à partir du 1er septembre) |

##### Multiplex R4
| LCN | Nom de la chaîne |
| --- | ---------------- |
| 5   | France 5         |
| 6   | M6               |
| 7   | Arte             |
| 9   | W9               |
| 22  | 6ter             |
| 26  | Paris Première   |

##### Multiplex R6
| LCN | Nom de la chaîne |
| --- | ---------------- |
| 1   | TF1              |
| 8   | LCP              |
| 10  | TMC              |
| 11  | TFX              |
| 15  | LCI              |

##### Multiplex R7
| LCN | Nom de la chaîne |
| --- | ---------------- |
| 20  | TF1 Séries Films |
| 21  | L'Équipe         |
| 23  | RMC Story        |
| 24  | RMC Découverte   |
| 25  | Chérie 25        |

## Radio
L'émetteur d'Audrix émet 4 radios publiques, dont la station locale du Périgord.
| Fréquence | Station        | Puissance (PAR) | Code RDS (PS) |
| --------- | -------------- | --------------- | ------------- |
| 92.3      | France Inter   | 26 kW           | __INTER_      |
| 94.0      | France Culture | 26 kW           | _CULTURE      |
| 97.1      | France Musique | 26 kW           | MUSIQUE_      |
| 99.0      | Ici Périgord   | 26 kW           | ICIPERIG      |

## Téléphonie mobile
| Opérateur | 2G  | 3G  | 4G  | FH  | Relais                              |
| --------- | --- | --- | --- | --- | ----------------------------------- |
| SFR       | Oui | Oui | Oui | Oui | Sur le pylône de 208 mètres de haut |
| Free      | Non | Oui | Oui | Non | Sur le pylône de 53 mètres de haut  |

## Autres transmissions

### Sur le pylône de 208 mètres de haut
- Bouygues Télécom : Faisceau hertzien
- TDF : Faisceau hertzien

### Sur le pylône de 53 mètres de haut
- Orange : Faisceau hertzien
- IFW (opérateur WiMAX) : Boucle locale radio de 3 GHz

## Photos
- Sur annuaireradio.fr (consulté le 2 mai 2017).
- Sur tvignaud (consulté le 2 mai 2017).